# Avante, Vingadores!
Avante, Vingadores! é uma publicação bimestral de histórias em quadrinhos, originalmente publicadas pela editora estadunidense Marvel Comics, distribuídas no Brasil pela Editora Panini. Diferente das edições americanas, que são todas publicadas individualmente, é costume no Brasil lançar as séries nos chamados "mix", contendo várias edições originais em cada edição nacional. Atualmente, Avante, Vingadores! abriga as séries americanas Fabulosos Vingadores,Avante vingadores e Vingadores:arena. Anteriormente, a revista também abrigou as séries Fugitivos (Runaways), Heróis de Aluguel (Heroes For Hire), Homem de Ferro (Iron Man), Invencível Homem de Ferro (Invincible Iron Man), Jovens Vingadores (Young Avengers), Máquina de Combate (War Machine) e Mulher-Hulk (She-Hulk); e as minisséries Capitão Marvel (Captain Marvel) e Filhas do Dragão (Daughters Of The Dragon), além de diversas edições especiais.
A série foi publicada mensalmente até a edição de número 40, em abril de 2010, quando, em meio a uma ampla reformulação das séries publicadas pela Panini no Brasil, passou a ser publicada bimestralmente, mantendo a numeração original.

## Publicação pela Panini Comics

### Avante, Vingadores!(2007-presente)

#### Séries

##### Séries regulares
- Avengers: The Initiative (#16-#22; #24-#33; #35-#40; #44)
- Mighty Avengers (#15-#20; #22; #24-#39; #41; #43; #45)

##### Outras séries
- Astonishing Tales (#42-#43)
- Avengers: The Initiative Annual (#23)
- Avengers: The Initiative Special (#35)
- Avengers Classic (#27)
- Avengers Prime (#48)
- Captain Marvel (#21-#25)
- Civil War: Young Avengers & Runaways (#09-#12)
- Dark Avengers: Ares (#45)
- Dark Reign: Hawkeye (#42)
- Dark Reign: New Nation (#36)
- Dark Reign: Young Avengers (#46)
- Daughters Of The Dragon (#04-#09)
- Giant-Size Avengers (#20-#21)
- Heroes For Hire (#10-#14)
- I ♥ Marvel: Marvel Ai (#02)
- I ♥ Marvel: Masked Intentions (#01)
- Invincible Iron Man (#30-#34; #37-#40)
- Iron Man (#14-#29; #32-34)
- Iron Man: Golden Avenger (#48)
- Iron Man: Iron Protocols (#46)
- Marvel Comics Presents (#23)
- New Avengers: The Reunion (#41)
- Runaways (#01-#14)
- Secret Invasion: Requiem (#36)
- She-Hulk (#01-#19)
- Sif (#47)
- Thor: First Thunder (#47)
- War Machine (#37-#40)
- Young Avengers (#02-#05)
- Young Avengers Special (#01)

#### Edições
| Edição nacional | História 1                               | História 2                               | História 3                                                | História 4                    | Data de publicação |
| --------------- | ---------------------------------------- | ---------------------------------------- | --------------------------------------------------------- | ----------------------------- | ------------------ |
| #01             | Young Avengers Special #01               | Runaways #07                             | She-Hulk #01                                              | I ♥ Marvel: Masked Intentions | jan 07             |
| #02             | Young Avengers #09                       | Runaways #08                             | Runaways #09                                              | She-Hulk #02                  | fev 07             |
| #03             | Young Avengers #10                       | Runaways #10                             | She-Hulk #03                                              | I ♥ Marvel: Marvel Ai #01     | mar 07             |
| #04             | Young Avengers #11                       | Runaways #11                             | She-Hulk #04                                              | Daughters of the Dragon #01   | abr 07             |
| #05             | Young Avengers #12                       | Runaways #12                             | She-Hulk #05                                              | Daughters of the Dragon #02   | mai 07             |
| #06             | Runaways #13                             | Runaways #14                             | She-Hulk #06                                              | Daughters of the Dragon #03   | jun 07             |
| #07             | Runaways #15                             | She-Hulk #07                             | She-Hulk #08                                              | Daughters of the Dragon #04   | jul 07             |
| #08             | Runaways #16                             | Runaways #17                             | She-Hulk #09                                              | Daughters of the Dragon #05   | ago 07             |
| #09             | Runaways #18                             | Civil War: Young Avengers & Runaways #01 | She-Hulk #10                                              | Daughters of the Dragon #06   | set 07             |
| #10             | Civil War: Young Avengers & Runaways #02 | Heroes For Hire #01                      | She-Hulk #11                                              | Runaways #19                  | out 07             |
| #11             | Civil War: Young Avengers & Runaways #03 | Heroes For Hire #02                      | She-Hulk #12                                              | Runaways #20                  | nov 07             |
| #12             | Civil War: Young Avengers & Runaways #04 | Heroes For Hire #03                      | She-Hulk #13                                              | Runaways #21                  | dez 07             |
| #13             | Runaways #22                             | Runaways #23                             | Heroes For Hire #04                                       | She-Hulk #14                  | jan 08             |
| #14             | Runaways #24                             | Heroes For Hire #05                      | She-Hulk #15                                              | Iron Man #15                  | fev 08             |
| #15             | Mighty Avengers #01                      | She-Hulk #16                             | She-Hulk #17                                              | Iron Man #16                  | mar 08             |
| #16             | Avengers: The Initiative #01             | Iron Man #17                             | She-Hulk #18                                              | Mighty Avengers #02           | abr 08             |
| #17             | Mighty Avengers #03                      | Iron Man #18                             | She-Hulk #19                                              | Avengers: The Initiative #02  | mai 08             |
| #18             | Iron Man #19                             | Avengers: The Initiative #03             | She-Hulk #20                                              | Mighty Avengers #04           | jun 08             |
| #19             | Avengers: The Initiative #04             | Iron Man #20                             | She-Hulk #21                                              | Mighty Avengers #05           | jul 08             |
| #20             | Mighty Avengers #06                      | Giant-Size Avengers #01                  | Iron Man #21                                              | Avengers: The Initiative #05  | ago 08             |
| #21             | Iron Man #22                             | Giant-Size Avengers #01                  | Avengers: The Initiative #06                              | Captain Marvel #01            | set 08             |
| #22             | Mighty Avengers #07                      | Iron Man #23                             | Captain Marvel #02                                        | Avengers: The Initiative #07  | out 08             |
| #23             | Avengers: The Initiative Annual #01      | Marvel Comics Presents #05               | Captain Marvel #03                                        | Iron Man #24                  | nov 08             |
| #24             | Mighty Avengers #08                      | Iron Man #25                             | Avengers: The Initiative #08                              | Captain Marvel #04            | dez 08             |
| #25             | Mighty Avengers #09                      | Captain Marvel #05                       | Avengers: The Initiative #09                              | Iron Man #26                  | jan 09             |
| #26             | Avengers: The Initiative #10             | Avengers: The Initiative #11             | Iron Man #27                                              | Mighty Avengers #10           | fev 09             |
| #27             | Iron Man #28                             | Avengers Classic #01                     | Avengers: The Initiative #12                              | Mighty Avengers #11           | mar 09             |
| #28             | Mighty Avengers #12                      | Avengers: The Initiative #13             | Iron Man #29                                              | Iron Man #30                  | abr 09             |
| #29             | Avengers: The Initiative #14             | Mighty Avengers #13                      | Iron Man #31                                              | Iron Man #32                  | mai 09             |
| #30             | Avengers: The Initiative #15             | Mighty Avengers #14                      | Mighty Avengers #15                                       | Invincible Iron Man #01       | jun 09             |
| #31             | Invincible Iron Man #02                  | Invincible Iron Man #03                  | Avengers: The Initiative #16                              | Mighty Avengers #16           | jul 09             |
| #32             | Avengers: The Initiative #17             | Mighty Avengers #17                      | Invincible Iron Man #04                                   | Iron Man #33                  | ago 09             |
| #33             | Mighty Avengers #18                      | Avengers: The Initiative #18             | Iron Man #34                                              | Invincible Iron Man #05       | set 09             |
| #34             | Iron Man #35                             | Invincible Iron Man #06                  | Invincible Iron Man #07                                   | Mighty Avengers #19           | out 09             |
| #35             | Avengers: The Initiative #19             | Avengers: The Initiative Special #01     | Avengers: The Initiative Special #01                      | Mighty Avengers #20           | nov 09             |
| #36             | Avengers: The Initiative #20             | Secret Invasion: Requiem #01             | Dark Reign: New Nation #01                                | Mighty Avengers #21           | dez 09             |
| #37             | War Machine #01                          | Invincible Iron Man #08                  | Avengers: The Initiative #21                              | Mighty Avengers #22           | jan 10             |
| #38             | Invincible Iron Man #09                  | Mighty Avengers #23                      | Avengers: The Initiative #22                              | War Machine #02               | fev 10             |
| #39             | War Machine #03                          | Mighty Avengers #24                      | Avengers: The Initiative #23                              | Invincible Iron Man #10       | mar 10             |
| #40             | War Machine #04                          | War Machine #05                          | Avengers: The Initiative #24 Avengers: The Initiative #25 | Invincible Iron Man #11       | abr 10             |

| Edição nacional | Edições originais | Número de Páginas | Preço de Capa   | Data de Publicação |
| --------------- | --- | ----------------- | --------------- | ------------------ |
| #41             | Mighty Avengers #25 Mighty Avengers #26 New Avengers: The Reunion #01 New Avengers: The Reunion #02 New Avengers: The Reunion #03 New Avengers: The Reunion #04                                               | 148               | R$ 14,90 € 6,20 | mai 2010           |
| #42             | Dark Reign: Hawkeye #01 Dark Reign: Hawkeye #02 Dark Reign: Hawkeye #03 Dark Reign: Hawkeye #04 Dark Reign: Hawkeye #05 Astonishing Tales #01 Astonishing Tales #02 Astonishing Tales #03                     | 148               | R$ 14,90 € 6,20 | jul 2010           |
| #43             | Mighty Avengers #27 Mighty Avengers #28 Mighty Avengers #29 Mighty Avengers #30 Mighty Avengers #31 Astonishing Tales #04 Astonishing Tales #05 Astonishing Tales #06                                         | 148               | R$ 14,90 € 6,20 | set 2010           |
| #44             | Avengers: The Initiative #26 Avengers: The Initiative #27 Avengers: The Initiative #28 Avengers: The Initiative #29 Avengers: The Initiative #30 Avengers: The Initiative #31                                 | 148               | R$ 14,90 € 6,20 | nov 2010           |
| #45             | Mighty Avengers #32 Mighty Avengers #33 Mighty Avengers #34 Dark Avengers: Ares #01 Dark Avengers: Ares #02 Dark Avengers: Ares #03                                                                           | 148               | R$ 14,90 € 6,20 | jan 2011           |
| #46             | Dark Reign: Young Avengers #01 Dark Reign: Young Avengers #02 Dark Reign: Young Avengers #03 Dark Reign: Young Avengers #04 Dark Reign: Young Avengers #05 Iron Man: Iron Protocols #01                       | 148               | R$ 14,90 € 6,20 | mar 2011           |
| #47             | Thor: First Thunder #01 Thor: First Thunder #02 Thor: First Thunder #03 Thor: First Thunder #04 Thor: First Thunder #05 Sif #01                                                                               | 148               | R$ 14,90 € 6,20 | mai 2011           |
| #48             | Avengers Prime #01 Avengers Prime #02 Avengers Prime #03 Avengers Prime #04 Avengers Prime #05 Iron Man: Golden Avenger #01                                                                                   | 148               | R$ 14,90 € 6,20 | jul 2011           |
| #49             | Steve Rogers: Supersoldier 1 a 4 I am an Avenger 2 Iron Man: Kiss and Kill 1 Iron Man: Titanium 1 | 148               | R$ 14,90 € 6,20 | set 2011           |
| #50             | Captain America: Theater of War: A Brother in Arms Captain America: Theater of War: America the Beautiful Captain America: Theater of War: Ghost of my Country Captain America: Theater of War: To Soldier On | 148               | R$ 14,90 € 6,20 | nov 2011           |
| #51             | Avengers Academy 7-12 | 148               | R$ 14,90 € 6,20 | jan 2012           |
| #52             | | 148               | R$ 14,90 € 6,20 | mar 2012           |
| #53             | Captain America: Man Out of Time 1-5 Captain America 616 (IV-V) | 148               | R$ 14,90 € 6,20 | mai 2012           |
| #54             | Avengers Academy 13, 14 e 14.1 Avengers Academy Giant Size 1 I Am an Avenger 1, 3 e 4 | 148               | R$ 14,90 € 6,20 | jul 2012           |